# Жозефіна Ярошевич
Жозефіна Ярошевич (нар. 1946) — українська художниця, яка працює з комп'ютерним мистецтвом.

## Біографія
Жозефіни Ярошевич народилася в Харкові в єврейській родині, виросла в Одесі. Вивчала мистецтво в Одесі у відомих художників Льва Мейберга та Зої Івницької. Також навчалася в Московській художній академії під керівництвом професора Волі Нікалаівіча Ляхова. Викладала в Строгановській академії та Інституті поліграфістів, працювала в знаменитому Театрі на Таганці, обидва в Москві. Там вона була пов'язана з групою «Нонконформісти». Витоки її мистецтва пов'язані з російським авангардом; Кандінскій, Малевич, Ель Лісіцкі та Скрябін вплинули на її духовний та естетичний розвиток.
З 1973 року мешкає в Єрусалимі. Тут вона викладала в Академії мистецтв і дизайну Бецалель, працювала в Музеї Ізраїлю, Музеї Рокфеллера та Єврейському університеті.
Картини Ярошевич мають яскраву та мінливу якість. Художниця постійно перебуває у пошуку нових засобів вираження та медіа. Її творчість вільна від стандартів і кліше. Вона використовує традиційний олійний живопис, а також найновіші цифрові медіа. Її роботи вирізняються високим рівнем візуальної культури та колористичної досконалості. Вона постійно шукає нові шляхи і методи художнього вираження, використовуючи традиційний живопис поряд з ультрасучасними цифровими засобами.
Вона працює з комп'ютерами з 1975 року, коли почала працювати у відділі мистецтва і науки в Академії Бецалель в Єрусалимі разом з Володимиром Боначехом. Тоді вперше величезна кольорова цифрова дошка, підключена до комп'ютера, була виставлена в Національному музеї в Єрусалимі. Ярошевич виставляється по всьому світу: в Ізраїлі, США, Канаді, Англії, Франції, Німеччині, Японії та Китаї. Її роботи знаходяться в музеях Джерсі-Сіті, Хайфи і Монжерона, а також в колекціях сенатора Генрі Джексона, Дена Гамільтона, відомого колекціонера Олександра Глейзера і багатьох інших. У 2010 році «Музика в кольорі» була представлена в Музеї сучасного мистецтва в Шанхаї та Музеї Ізраїлю в Єрусалимі.

## Персональні виставки
- 2010 — лютий — «Музика в кольорі». Музей Ізраїлю. Єрусалим, Ізраїль
- 2007 — вересень-жовтень — Арт-хаус якості, Єрусалим, Ізраїль
- 2006 — грудень — Галерея Палацу Націй, Єрусалим, Ізраїль
- 2006 — червень — Back Center, Культурний центр високих технологій. Єрусалим, Ізраїль
- 2002 — Галерея Шонка. Єрусалим, Ізраїль
- 2000 — Університетська галерея. Бейт Бельгія. Єрусалим, Ізраїль
- 1999 — Міжамериканський дім. Єрусалим, Ізраїль
- 1997 — Міська галерея. Одеса, Україна
- 1995 — Клуб інтелектуалів. Київ, Україна
- 1992 — Срудборове. Варшава. Польща
- 1987 — Азорська галерея. Емек Ісраель, Ізраїль
- 1979 — Hutzot ha Yozer, Єрусалим, Ізраїль
- 1974 — Галерея Геніа, Тель-Авів, Ізраїль

### Колективні виставки
- 2009.12 — 2010.1 — МОМА (Музей сучасного мистецтва) Анімамікс, Шанхай, Китай
- 2008 — червень, липень — Ювілейні 60 років Ізраїлю, 40 років Об'єднаного Єрусалиму. Ізраїль
- 2005 — Куаньїнь — богиня милосердя та співчуття. Торонто, Онтаріо. Канада
- 2005 — Zwischen himmel und erde. Шпальтенштайн. Німеччина
- 2004 — Музей російського мистецтва в еміграції C.A.S.E., Джерсі-Сіті, Нью-Джерсі, США
- 1996 — Літературний музей. Одеса, Україна
- 1989 — Музей Рокфеллера. Студія. Єрусалим, Ізраїль
- 1986 — Християнське свято, Палац Націй, Єрусалим, Ізраїль
- 1983 — Галерея Гросвенор, Лондон, Англія
- 1982-83 — Музей російського мистецтва в еміграції C.A.S.E., Джерсі-Сіті, Нью-Джерсі
- 1978 — Музей сучасного російського мистецтва, Монжерон, Франція
- 1977 — На користь дітей радянських політв'язнів. Галерея Parkway Focus, Лондон, Англія; Музей сучасного російського мистецтва, Монжерон, Париж, Франція. Мюнхен, Німеччина
- 1976 — Російські художники-нонконформісти. Заульгау, Німеччина
- 1975 — Центр Ротшильдів, Хайфа, Ізраїль
- 1975 — Прибульці, WIZO, Єрусалим, Ізраїль
- 1974 — Молодий Ізраїль, Старе Яффо, Ізраїль
- 1974 — Сдерот Хен, Незалежність, Тель-Авів, Ізраїль